# Apristurus herklotsi
Apristurus herklotsi е вид хрущялна риба от семейство Scyliorhinidae.

## Разпространение и местообитание
Видът е разпространен в Китай, Филипини и Япония (Шикоку).
Среща се на дълбочина от 251 до 512 m.

## Описание
На дължина достигат до 48,5 cm.